# Rhagonycha alagoesa
Rhagonycha alagoesa là một loài bọ cánh cứng trong họ Cantharidae. Loài này được Reitter miêu tả khoa học năm 1893.